# Fervença
Fervença es una freguesia portuguesa del concelho de Celorico de Basto, con 11,18 km² de superficie y 1.410 habitantes (2001). Su densidad de población es de 126,1 hab/km².